# Kelli Garner

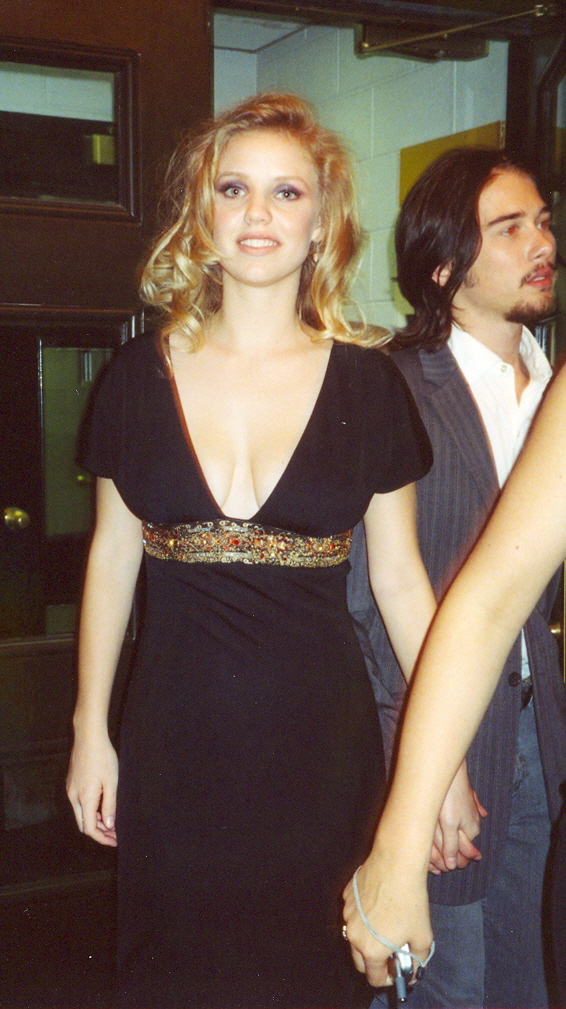
Kelli Garner auf dem Toronto Film Festival 2007

Kelli Garner (* 11. April 1984 in Bakersfield, Kalifornien als Kelli Brianne Garner) ist eine US-amerikanische Schauspielerin.

## Wirken
Kelli Garner begann ihre Karriere in dem Kurzfilm Architecture of Reassurance von Mike Mills. Darin fiel sie dem Regisseur Larry Clark auf, der sie in seinem preisgekrönten Film Bully – Diese Kids schockten Amerika als drogenabhängigen Teenager einsetzte. Eine kleinere Rolle in einem größeren Film hatte sie in Martin Scorseses Film Aviator als Faith Domergue.
Mike Mills ließ sie in der Komödie Thumbsucker ihr Rollenspektrum erweitern. Für die Rolle der Rebecca war ursprünglich Scarlett Johansson vorgesehen, mit der sie eine sehr ähnliche Karriereplanung gemeinsam hat. In Der Herr des Hauses von Stephen Herek setzte sie diese Linie in der Rolle der Barb fort. Wiederum ein Fachwechsel erfolgte 2007 in dem preisgekrönten Film Dreamland von Jason Matzner in der Rolle der Calista. In dem Fernseh-Zweiteiler The Secret Life of Marilyn Monroe verkörperte sie die Titelrolle.
Ihre Vorliebe für qualitative Independent-Filme brachte sie 2005 auch an den Off-Broadway in dem Stück Dog Sees God: Confessions of a Teenage Blockhead von Bert V. Royal. 2008 kehrte sie zum Theater zurück und spielte in einer Off-Broadway-Produktion von The Seagull an der Seite von Dianne Wiest.

## Filmografie (Auswahl)
- 1999: Architecture of Reassurance (Kurzfilm)
- 2000: Time Share – Doppelpack im Ferienhaus (Time Share)
- 2001: Bully – Diese Kids schockten Amerika (Bully)
- 2001–2002: Keine Gnade für Dad (Fernsehserie, 2 Folgen)
- 2002: Outside
- 2004: Aviator
- 2005: Thumbsucker
- 2005: Der Herr des Hauses (Man Of The House)
- 2005: London – Liebe des Lebens? (London)
- 2005: Piggy Banks
- 2005: The Youth in Us (Kurzfilm)
- 2006: Return to Rajapur
- 2007: Dreamland
- 2007: Eine ganz normale Clique (Normal Adolescent Behavior)
- 2007: Lars und die Frauen (Lars And The Real Girl)
- 2008: Red Velvet
- 2009: Taking Woodstock
- 2009: G-Force – Agenten mit Biss (G-Force)
- 2010: Verrückt nach dir (Going The Distance)
- 2010: My Generation (Fernsehserie, 5 Folgen)
- 2011: The Lie
- 2011–2012: Pan Am (Fernsehserie, 14 Folgen)
- 2012: Neighbors (Kurzfilm)
- 2013: Horns
- 2014–2015: Looking (Fernsehserie, 2 Folgen)
- 2015: One More Time
- 2015: The Secret Life of Marilyn Monroe (Fernsehserie, 2 Folgen)
- 2016: Americana
- 2019: The Enemy Within (Fernsehserie, 13 Folgen)
- 2021: What Josiah Saw
- 2022: American Gigolo (Fernsehserie, 2 Folgen)
- 2023: V/H/S/85
- 2023: Walden